# ルナ・オービター計画

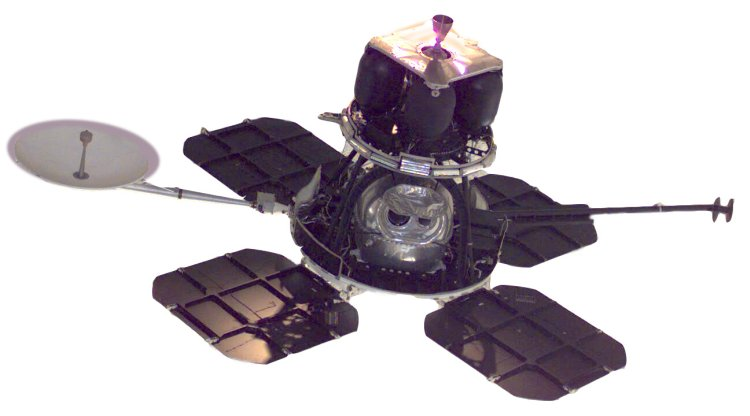
ルナ・オービター (NASA)

ルナ・オービター計画（英: Lunar Orbiter program）は、アメリカ合衆国が1966年から1967年に行った無人月探査機計画。アポロ計画のための月の地図作成が目的であった。計5機が打ち上げられ、そのすべてが成功し、月の表面の99%を60m以上の解像度で撮影することができた。
最初の3回のミッションで、地球からの観測で選ばれた20ヶ所の着陸候補地を低傾斜角軌道で撮影した。後の2回のミッションでは高高度極軌道から科学観測目的で撮影された。ルナ・オービター4号は月の表側全てと裏側の95%を撮影し、ルナ・オービター5号は月の裏側の残りを撮影し、予定された36の地域を中解像度(20m)、高解像度(2m)によって撮影した。全てのルナ・オービターはアトラス-アジェナDによって打ち上げられた。
ルナ・オービター計画の撮影システムは非常に複雑であった。まず、月面を撮影した後、軌道上にてフィルムの現像を自動で行い、濃淡を帯状にアナログスキャンし、データを地上に送信する。地上では、データをモニターに表示し、それを再び撮影する。そして最後に、帯状の画像をつなぎ合わせて全体の画像を作成していた。
この計画によって、地球全体の写真がはじめて撮影され、1号機は月表面から地球の出（Earthrise）を撮影した。

## 機体

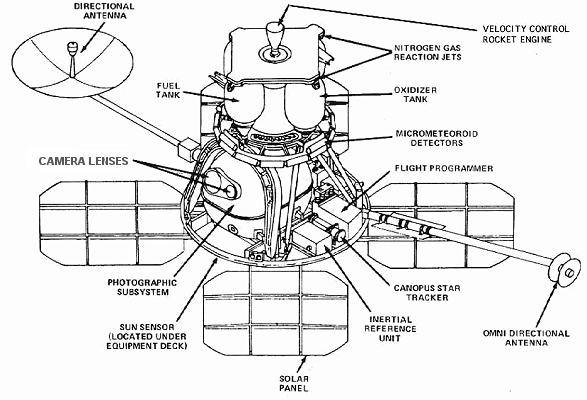
ルナ・オービターの構造図 (NASA)

ルナ・オービターのメインバスは円錐台の形をしており、高さ1.65m、直径1.5mあった。宇宙機は三つのデッキにより構成されており、トラスとアーチにより支えられていた。本体のデッキにはバッテリー、トランスポンダー、フライトプログラマ、慣性基準装置（IRU）、カノープススタートレッカー、コマンドデコーダー、マルチプレックスエンコーダー、進行波管増幅器（TWTA）および撮影システムが搭載されていた。四枚の太陽パネルがデッキの外側に取り付けられ、1.32mと2.08mのブームにはそれぞれハイゲインアンテナとローゲインアンテナが取り付けられた。装置デッキの上には中央デッキがあり、速度制御エンジン、推進剤、酸化剤、加圧タンク、太陽センサー、宇宙塵探知機が搭載されていた。第三デッキにはエンジンの熱から機体を守るため熱シールドが搭載していた。エンジンのノズルはシールドの中央部から突き出していた。頂上のデッキの周囲には四つの姿勢制御スラスターが取り付けられていた。四つの太陽電池から供給される375Wの電力は直接宇宙機を動かし、また、N-Cバッテリーを充電した。バッテリーは太陽電池が使用できない短い期間に使用された。

## フライト情報

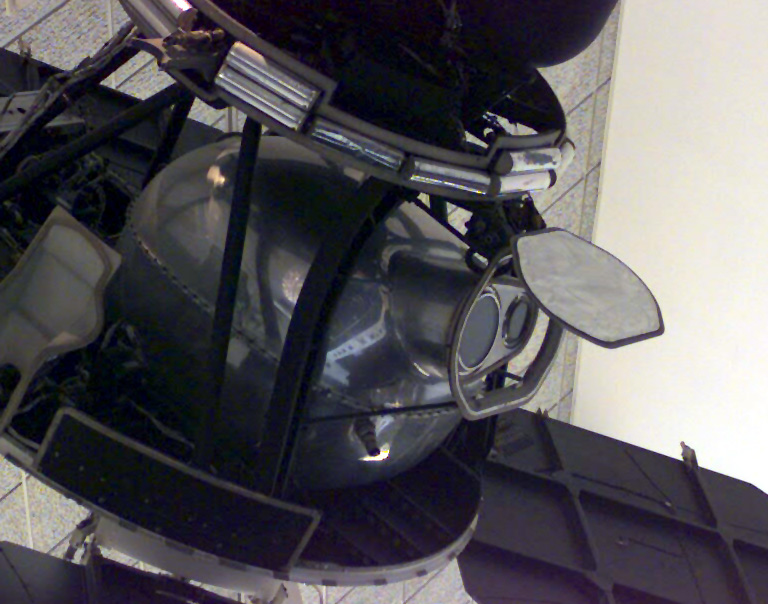
ルナ・オービターカメラ (NASA)

以下はルナ・オービター5機のフライト情報である。
- ルナ・オービター1号
  - 打ち上げ: 1966年8月10日
  - 月の撮影: 1966年8月18日-29日
  - 月に衝突: 1966年10月29日
  - アポロ計画の着陸候補地の調査
- ルナ・オービター2号
  - 打ち上げ: 1966年11月6日
  - 月の撮影: 1966年11月18日-25日
  - 月に衝突: 1967年10月11日
  - アポロ計画の着陸候補地の調査
- ルナ・オービター3号
  - 打ち上げ: 1967年2月5日
  - 月の撮影: 1967年2月15日-23日
  - 月に衝突: 1967年10月9日
  - アポロ計画の着陸候補地の調査
- ルナ・オービター4号
  - 打ち上げ: 1967年4月4日
  - 月の撮影: 1967年4月11日-26日
  - 月に衝突: 1967年10月31日（およそ）
  - 月面地図の作成
- ルナ・オービター5号
  - 打ち上げ: 1967年8月1日
  - 月の撮影: 1967年8月6日-18日
  - 月に衝突: 1968年1月31日
  - 月面地図の作成